# Cupa României 1958-1959
La Cupa României 1958-1959 è stata la 21ª edizione della coppa nazionale disputata tra l'8 marzo e il 15 giugno 1959 e conclusa con la vittoria della Dinamo Bucarest, al suo primo titolo.

## Sedicesimi di finale
Gli incontri si sono disputati tra l'8 marzo e il 18 marzo 1959. L'incontro Aurul Brad - Jiul Petroșani, terminato 2-2 dopo i tempi supplementari, è stato rigiocato. Al secondo pareggio l'Aurul Brad ha passato il turno.
| Squadra 1           | Risultato | Squadra 2                    |
| ------------------- | --------- | ---------------------------- |
| UTA Arad            | 3 - 2     | AMEF Arad                    |
| CCA București       | 8 - 1     | Unirea Focșani               |
| Petrolul Ploiești   | 3 - 0     | Carpați Sinaia               |
| Progresul București | 1 - 0     | Textila Sfîntu Gheorghe      |
| Știința Cluj        | 4 - 2     | CFR Cluj                     |
| Farul Constanța     | 2 - 0     | Marina Constanța             |
| Textila Botoșani    | 2 - 1 dts | Locomotiva Pașcani           |
| Știința Galați      | 2 - 1     | Locomotiva Filaret București |
| Dinamo Bacău        | 3 - 2     | Petrolul Moinești            |
| Dinamo Bucarest     | 4 - 0     | Rafinăria Câmpina            |
| Metalul Târgoviște  | 1 - 2     | Rapid Bucarest               |
| Steagul Roșu Brașov | 2 - 1     | Arieșul Turda                |
| Aurul Brad          | 0 - 0     | Jiul Petroșani               |
| CFR Timișoara       | 2 - 0     | Știința Timișoara            |
| Minerul Aninoasa    | 1 - 0     | CFR Rovine Craiova           |
| Minerul Baia Mare   | 3 - 1     | Voința Oradea                |

## Ottavi di finale
Gli incontri si sono disputati il 1º aprile 1959.
| Squadra 1           | Risultato | Squadra 2           |
| ------------------- | --------- | ------------------- |
| Petrolul Ploiești   | 3 - 0     | Știința Galați      |
| CCA București       | 3 - 1     | Steagul Roșu Brașov |
| Progresul București | 2 - 0     | CFR Timișoara       |
| Aurul Brad          | 2 - 1     | Minerul Aninoasa    |
| Minaur Baia Mare    | 2 - 0     | Știința Cluj        |
| Rapid Bucarest      | 3 - 2     | Farul Constanța     |
| Dinamo Bucarest     | 1 - 0     | UTA Arad            |
| Dinamo Bacău        | 4 - 1     | Textila Botoșani    |

## Quarti di finale
Gli incontri si sono disputati il 20 maggio 1959
| Squadra 1           | Risultato | Squadra 2         |
| ------------------- | --------- | ----------------- |
| Rapid Bucarest      | 3 - 0     | Aurul Brad        |
| CSM Baia-Mare       | 1 - 0     | Petrolul Ploiești |
| Dinamo Bucarest     | 3 - 1     | CCA București     |
| Progresul București | 2 - 1     | Dinamo Bacău      |

## Semifinali
Gli incontri si sono disputati il 3 giugno 1959.
| Squadra 1       | Risultato | Squadra 2           |
| --------------- | --------- | ------------------- |
| CSM Baia-Mare   | 2 - 1     | Progresul București |
| Dinamo Bucarest | 5 - 3     | Rapid Bucarest      |

## Finale
La finale venne disputata il 14 giugno 1959 a Bucarest.
| Arbitro: | Mihail Popa (Bucarest) |

|                                             |           |  |
| Iosif Szakacs 30’ 80’ 90’ Vasile Anghel 57’ | Marcatori |  |